# Mont Châtel
Pour les articles homonymes, voir Chatel.
Le mont Châtel, anciennement Montchatel, est une colline fortifiée ayant accueilli un monastère mérovingien, du département de l'Ain.

## Géographie
Culminant à 610 m, ouvert sur toute la plaine de Bresse, le mont Châtel est une hauteur du Revermont situé au nord de Lyon, à 18 km de Bourg-en-Bresse et à proximité de la cité antique la plus proche, Pressiat (dans la commune de Val-Revermont).

## Découverte
Lors d'une prospection archéologique sur le territoire des « trois monts » (mont Myon, mont Châtel et Montfort),, le chargé de mission pour l'office de tourisme local, Sébastien Calland, découvre une tuile gallo-romaine sur le site entièrement boisé et dont l'histoire est inconnue.
David Billoin, archéologue attaché à l'Université Montpellier 3, se voit confier les fouilles du sommet avec la collaboration de l'historien Alain Mélo et de l'anthropologue Philippe Vidal. Trois campagnes de fouilles se succèdent avec des bénévoles et des étudiants, entre 2017 et 2020, avec en parallèle des recherches infructueuses dans les archives départementales de l'Ain. Le site a en effet été omis par les sources conservées, excepté par le cadastre municipal de 1824, qui témoigne de son occupation pour la pâture des troupeaux et par quelques emblavures temporaires.

## Histoire
Le site du mont Châtel est, selon les fouilles menées, occupé presque sans interruption du milieu du VIe siècle jusqu'à l'an mil. Le lieu, réparti sur 1,2 ha cerclé de solides remparts, profite alors de la voie romaine qui va de Lyon à Lons-le-Saunier, tracée dès l'époque de La Tène. À l'époque mérovingienne, le mont accueille deux églises et des annexes (memoriae, maisons de bois et de torchis...) dotées d'aménagement funéraires curieux. L'habitat est assez particulier, dans la mesure où les murs de fondation en pierre sont parfois constitués de la roche naturelle, les maisons ayant été en partie creusées dans le sol : on y trouve la trace de fours domestiques.

### Les tombes
Les sépultures sont multiples, pour la plupart assez vastes et parfois accompagnées d'épitaphes, trace de nécropole pour une élite sociale de la région. Des sarcophages de grès du Mâconnais de la fin du VIe siècle ou du début du VIIe, sculptés de chrismes, sont trouvés dans le chœur de l'église principale. Des tombes plus anciennes, du Ve siècle, à murs maçonnés recouverts de mortier teint en rouge (dont témoignent les fouilles de l'abbaye contemporaine de Saint-Maurice d'Agaune) sont également fouillés à proximité : elles témoignent de la présence burgonde sur le territoire. L'analyse des squelettes révèle des regroupements familiaux (tombes doubles d'époux, de parents et d'enfants...) ; certains squelettes sont inhabituellement positionnés sur le ventre, d'autres sont incomplets, transformés en source de reliques,.